# Arnoul de Cysoing
Pour les articles homonymes, voir Saint Arnoul et Arnoul.
Arnoul de Cysoing est un saint martyr de l'église catholique, du VIIIe siècle, originaire de Cysoing. Sa vie demeure mal connue, peu de documents l'évoquent mais son existence est avérée. Sa mort a été placée par les Bollandistes vers 742, sans qu'il y ait aucune certitude à ce sujet. Il est le saint protecteur de Cysoing. Sa fête a lieu le 29 janvier.

## Biographie
Arnoul est un militaire, écuyer attaché à un chevalier, son parent. Quelques auteurs, ainsi Cyrille Jean Destombes, en ont fait un chevalier. Arnoul et son maître sont encerclés par des ennemis. Arnoul laisse son cheval plus rapide au chevalier qui peut s'enfuir. Fait prisonnier,  Arnoul irrite les hommes qui le détiennent par sa attitude persistante consistant à chanter les louanges de Jésus-Christ. Parce qu'il proclame ainsi qu'il est chrétien, on le pend à un arbre, jusqu'à ce que mort s'ensuive, ce qui le fait entrer dans la catégorie des martyrs chrétiens. 
Dans le récit d'un hagiographe, cette vie devient ce qui suit : 
Arnoul naît dans une famille de haut niveau habitant les environs de Cysoing. Il se distingue très tôt par sa piété et ses hautes qualités laissant présumer qu'il sera plus tard un grand serviteur de Dieu. Arrivé à l'âge de choisir une carrière, on le place chez un noble seigneur de sa famille afin qu'il s'y forme au métier des armes dans l'objectif de devenir à son tour un preux chevalier. Il y montre les vertus déjà décelées chez lui. Elles lui valent l'affection de son maître mais aussi la jalousie de quelques compagnons d'armes dont l'attitude haineuse met ses qualités à l'épreuve. Dans son désir de plaire à Dieu et de tout faire pour la gloire de son nom, il aurait parfois souhaité devenir martyr. Il en a l'occasion en permettant à son maître de s'enfuir alors que lui reste entouré d'ennemis qui lui font subir d'odieux traitements et l'accablent d'injures avant de le pendre à un arbre.
Paul Guérin traduit une Vie de Saint Arnoul, écrite en vers latins, sous forme de complainte par un chanoine de Cysoing, à une date non connue. Dans ce récit sincère mais empli de naïveté, faisant lui aussi du futur martyr un chevalier, Arnoul, en sus de vénérer Dieu, veille à être aimable avec tout un chacun et prend en charge les mendiants. Arnoul prie, jeûne et ne s'intéresse pas aux plaisirs terrestres. Il prélève des biens de son maître pour les distribuer aux indigents. Ses condisciples jaloux cherchent à le prendre sur le fait un jour où il porte du pain sous son vêtement. Seuls des copeaux (de bois sans doute) tombent lorsqu'on le force à montrer ce qu'il porte ainsi. Il les ramasse et lors de la distribution aux nécessiteux, ils redeviennent du pain. Arnoul n'en tire aucun orgueil et ne s'en vante pas, il continue simplement comme avant. Lorsqu'il puise trop dans les biens du maître plutôt que de dépouiller ses sujets comme son seigneur lui a demandé, Dieu veille à combler ce qu'Arnoul a enlevé, ce qui amène son maître à déclarer qu'Arnoul pouvait désormais considérer les biens de sa maison comme appartenant aux pauvres. Lors de l'épisode de la pendaison, Arnoul ne paraît pas souffrir. Il faut que les barbares pèsent de tout leur poids sur son corps pour qu'enfin il soit étranglé,.

## Culte et légendes
Arnoul est enterré dans l'abbaye Saint-Calixte de Cysoing, à côté du fondateur de celle-ci Évrard de Frioul, de la femme de celui-ci Gisèle et de leur fils Alard ou Adahard, abbé de cette abbaye. Ses ossements sont dispersés lors de la Révolte des Gueux en 1566. Malgré la profanation de son tombeau, le souvenir du saint demeura vivace dans la mémoire du pays. En témoignage de leur dévotion, les fidèles portèrent autour du cou des fils d'argent.
Arnoul devient célèbre par les miracles qu'il accomplit. On l'invoque surtout contre les fièvres et les maladies du cou.
Selon la légende, l'arbre auquel il fut pendu, se mit à briller et plusieurs miracles s'y produisent. L'écorce de l'arbre fut enlevée peu à peu par les pèlerins qui tenaient à emporter une relique. On mettait la corde qui avait servi à sa pendaison au cou de ceux souffrant de la fièvre. Un jour, le saint apparut à une vieille femme pour dénoncer l'absence de respect des pèlerins autour de son tombeau. Elle en fit part au prêtre qui fit transporter son corps dans l'abbaye de Cysoing.
Les légendes et le peu de connaissances sûres à son sujet ont parfois amené des auteurs à considérer son existence comme mythique.
D'autres ont dit qu'Arnoul avait été marié et qu'il est le père de Gundfroid ou Godefroid (dans la liste des évêques de Cambrai, il apparaît sous le nom de Gaufrid ou Gunfrid ou Gaufroy ou Godefrid), évêque de Cambrai et d'Arras vers 750 mais ceci n'est pas prouvé ainsi que le déclare son hagiographe.